# استرلتسکویه (شهرستان کراسنوگفاردیسکی، استان بلگورود)
استرلتسکویه (انگلیسی: Streletskoye, Krasnogvardeysky District, Belgorod Oblast) یک شهرک در بخش کراسنوگفاردیسکی استان بلگورود کشور روسیه است.